# Nimrod (personatge del Gènesi)
En el capítol desè del Gènesi, Nimrod (hebreu: נִמְרֹד בן-כּוּשׁ, Nimrōd ben Kûš‎) és un fill de Cuix, net de Cam i besnét de Noè. Segons la tradició bíblica fou el primer cabdill de la Terra. Era un valent caçador que rebia el favor del Senyor. La tradició jueva i musulmana diuen que va fundar Babilònia fa quatre mil cinc-cents anys, i que també va construir la famosa torre de Babel. La seva filla Azurad es va casar amb Éber, que va refusar ajudar Nimrod amb la torre i per això el seu idioma (l'hebreu) es va mantenir pur.
Va començar dominant Babel, Èrec, Accad i Calan, a les terres de la Xinar. Després, va estendre els seus dominis a Assur, on hi va edificar Nínive, Rehobot-Ir, Quèlah i la capital Ressen, entre Nínive i Quèlah.

## Versió bíblica

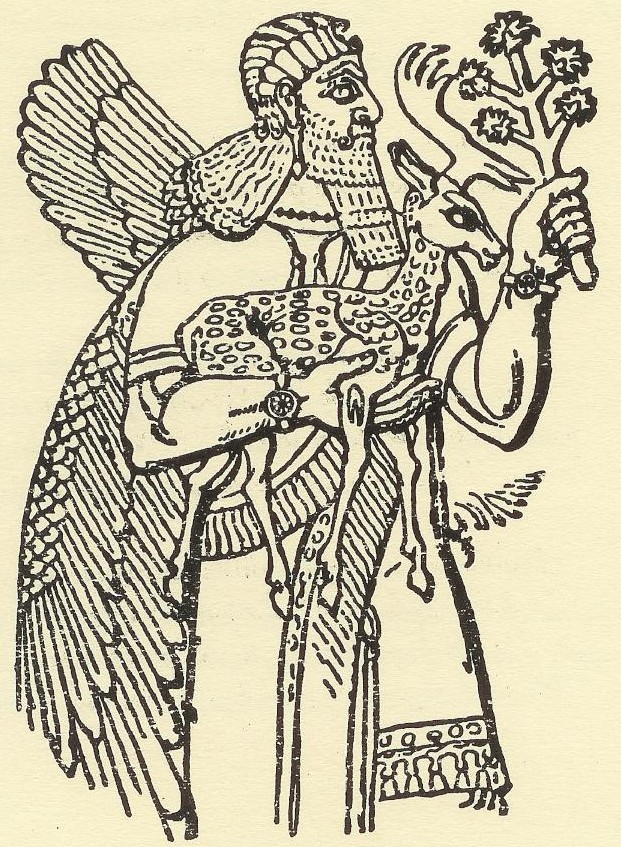
Nimrod amb un cérvol

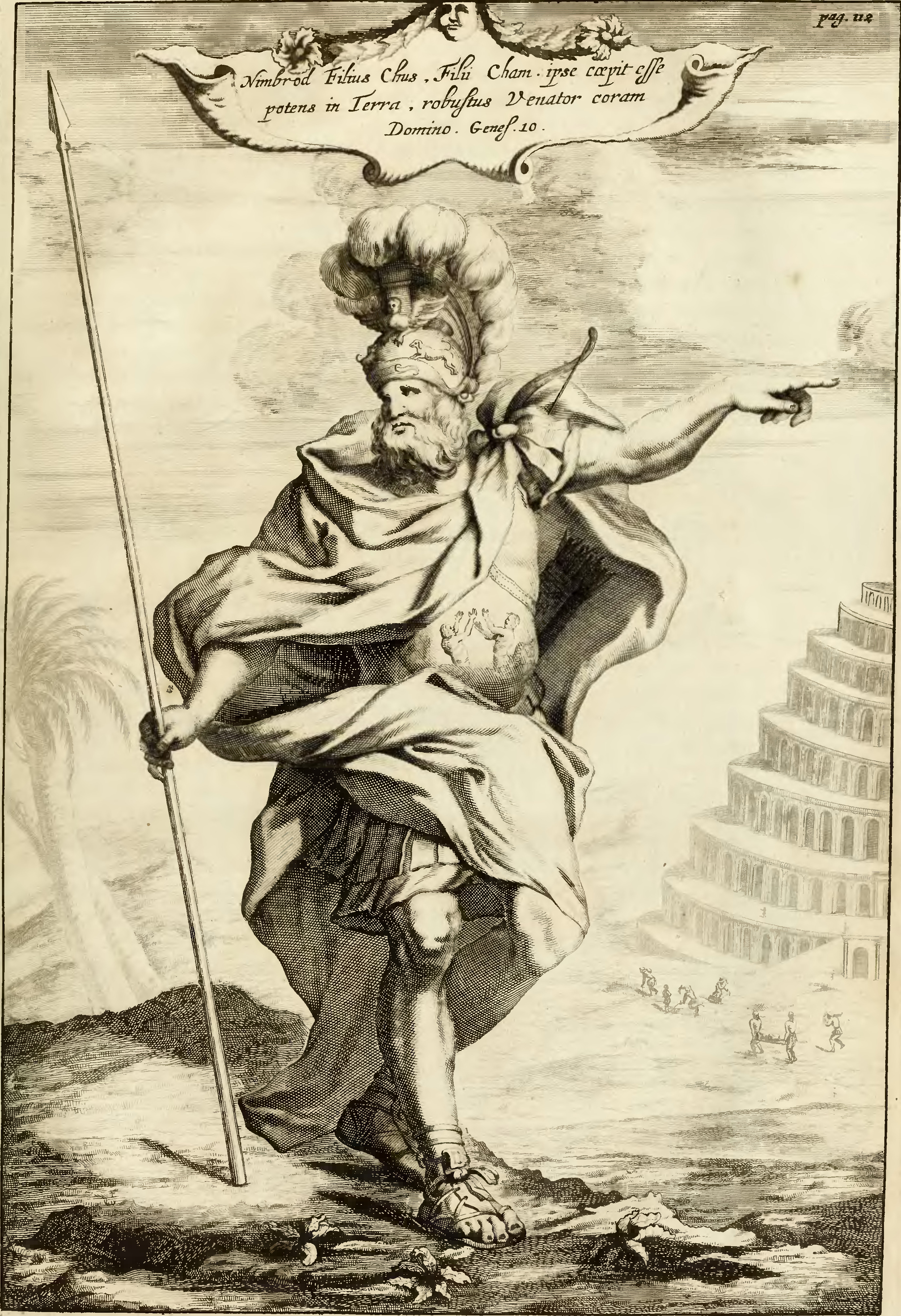
Nimrod en un gravat d'una obra d'Athanasius Kircher del segle XVII

En la Bíblia s'esmenta Nimrod de manera limitada. Segons la «hipòtesi documental» sobre l'origen de la Bíblia, la tradició javista és la primera a esmentar Nimrod. Es descriu com el fill de Cuix, net de Cam, besnét de Noè. Avui dia la traducció de Gènesi 10:8 és controvertida; algunes traduccions el descriuen com un personatge heroic:
- «que va ser un heroi a la terra. En presència del Senyor, Nimrod era un caçador heroic», segons la Bíblia catalana interconfessional.

Altres traduccions el qualifiquen de personatge enemic de Déu:
- «ell va iniciar fer-se poderós en la terra. Es va exhibir [com un] poderós caçador en oposició a Jehovà», segons la traducció del Nou Món de les Santes Escriptures dels Testimonis de Jehovà.

Seguidament, es diu que Nimrod és el fundador i rei de les ciutats de Babel (Babilònia), Èrec (Uruk) i Accad, totes ciutats mesopotàmiques. Aquest punt es contradiu amb l'arqueologia, ja que la ciutat d'Uruk fou fundada entre el 5300 i el 4500 aC, per tant ja era una ciutat consolidada en època de Nimrod.
També apareix en el Primer Llibre de Cròniques: «Cuix va ser pare de Nimrod, el primer guerrer de la terra» (1 Cròniques 1:10), i en el Llibre de Miquees.

## Tradició jueva
Segons el judaisme, Nimrod acollí durant un temps un jove Abram, a qui el seu pare Tèrah havia castigat per destruir-li un altar amb ídols pagans. Anys més tard, s'enemistaren fins al punt que mentre Abram estava acampat a l'oasi d'Haran, Nimrod va calar-hi foc per assassinar-lo. El jove va poder escapolir-se.
Flavi Josep, historiador romà, però d'origen jueu, declarà de Nemrod: Fou canviant gradualment el seu govern en una tirania, en no trobar altra manera d'apartar la gent de temor de Déu.

## Versió egípcia
La tradició egípcia de la Bíblia afirma que fou assassinat pel faraó Semsem de la dinastia I, que assimila al seu parent Sem, fill de Noè.

## Segons Heròdot
Segons Heròdot els elements de la llegenda del Rei Sesostris es corresponen exactament amb el relat de Nimrod. En els dos relats, un fill d'Egipte que controlava Etiòpia entrà a Mesopotàmia i conquerí Babilònia i Assíria.
L'única diferència significativa entre els dos relats és el nom de l'heroi. Heròdot i d'altres l'identifiquen com a Sesostris, mentre que la Bíblia l'anomena Nimrod. Sesostris no era el verdader nom del faraó. Era una corrupció grega del nom Senurset. El nom Nemrod sembla fonèticament semblant a l'última part del nom de Senusret, i la interpretació hebrea pot ser una corrupció de l'egípcia, d'igual manera que Sesostris és una corrupció grega.

## Versió musulmana
Segons la Història dels profetes i els reis de l'historiador musulmà del segle ix at-Tabari, Nimrod va construir la torre de Babel, Déu la va destruir i la llengua de la humanitat, que segons aquest escrit era el siríac, es va confondre en 72 llengües. Un altre historiador musulmà del segle xiii, Abu-l-Fidà, explica la mateixa història, afegint que a Eber, un ancestre d'Abraham, se li va permetre mantenir la llengua original, que en aquest cas és l'hebreu, gràcies al fet que ell no prengué part en la construcció de la torre.

## Interpretacions actuals
Segons l'arqueologia, la torre de Babel hauria estat construïda en el segle vi aC, més de 1.000 anys després de l'existència del Nimrod bíblic. Per tant, Nimrod no pot ser el constructor de la torre de Babel.
Alguns autors creuen veure en aquest vigorós caçador la figura del déu assiri Ninurta, déu de la guerra i de la caça, que, com Nimrod, es complaïa a caçar els seus enemics.